# Mannschaftssport
Als Mannschaftssport (auch Teamsport) wird eine Art von Sport bezeichnet, in dem nicht einzelne Individuen, sondern in bestimmter Weise strukturierte Gruppen, sogenannte Mannschaften, in einem Wettbewerb gegeneinander antreten. Diese Sportausübung wird auch Mannschaftsspiel genannt, das sich vor allem durch seine größere Differenzierung von einem Parteienspiel unterscheidet.
Es handelt sich dabei meist um komplexe Sportarten (häufig Ballsportarten), in denen es nicht nur um ein einfaches Kräftemessen im Sinne eines Schneller, Höher, Weiter geht. Vielmehr sind beim Mannschaftssport im Gegensatz zum Individualsport auch Zusammenspiel und Taktik ausschlaggebend für den Erfolg. Die Zusammengehörigkeit der Mannschaft wird dabei meist während des Wettkampfs/Spiels durch Uniformierung der Kleidung (insbesondere Farbe der Trikots) erreicht, die Unterscheidung der Einzelspieler findet über Rückennummern und Namensschriftzug statt. Die visuelle Erkennbarkeit war insbesondere vor der Zeit von Videoleinwänden- und -würfeln wichtig, da entweder das Spielfeld für den Zuschauer sehr groß ist, z. B. beim Fußball, oder die Geschwindigkeit des Spiels sehr hoch ist, wie etwa beim Eishockey.
Die Mannschaften sind meist in Ligen organisiert, um Meisterschaften auszutragen.
Außerdem gibt es Sportarten, die eher als Einzelsportarten angesehen werden, in denen aber oft auch als Team aufgetreten wird und/oder in denen es Doppelspiele als Variante gibt, in denen zwei Spieler gegen zwei andere antreten. Bekannte Beispiele mit Doppeln und Mannschaften sind Tennis, Badminton und Tischfußball; Beispiele mit Mannschaften, aber ohne Doppel sind Schach und Skat.

## Unterscheidungen
Insgesamt ist die Einteilung in Mannschaftssport und Individualsport nicht immer unproblematisch, da es unterschiedliche Zusammenstellungen in den einzelnen Sportarten gibt. Es gibt folgende Arten von Mannschaftssport.

### Reiner Mannschaftssport
Hierunter fallen Sportarten, die nur als Mannschaftssport betrieben werden können. Die Anzahl der Mannschaftsteilnehmer ist für das Team festgelegt. Um erfolgreich an Meisterschaften und Turnieren teilnehmen zu können, brauchen Mannschaften einen Kader, der erheblich größer ist als die zu Spielbeginn antretende Anzahl von Spielern.
So besteht zum Beispiel beim Fußball eine Mannschaft aus zehn Feldspielern und einem Torwart. Insgesamt dürfen bei Wettbewerbsspielen aus einem Kader maximal fünf Ersatzspieler bei Bedarf eingewechselt werden, um erschöpfte oder verletzte Spieler auszutauschen oder taktische Änderungen vorzunehmen.
Mannschaften aus zwei Personen sind zum Beispiel beim Tanzsport oder Beachvolleyball die Regel. Hier werden auch keine Ersatzspieler eingesetzt. Die beiden Partner sind unbedingt voneinander abhängig. Der Ausfall einer Person bedeutet hier den Verlust der Wettbewerbsfähigkeit. Eine Mannschaftssportart mit drei Personen ist die Vielseitigkeitsprüfung (Angeln).

### Formationen
Darüber hinaus gibt es Sportarten, in denen in unterschiedlichen Formationen gespielt wird, die kooperativ zusammenspielen, wie beim Tennis oder Pétanque. Während beim Tennis überwiegend Einzel gespielt wird, gibt es beim Pétanque wenig Turniere für die (nicht beliebte) Einzelformation „Tête à tête“ (weitere Informationen siehe Kugel-Sport).
Bei diesen Formationen sind eine gemeinsame Taktik, Zusammenspiel und Absprachen für den Erfolg ausschlaggebend.
Auch beim Rudern gibt es unterschiedliche Formationen wie Einer, Zweier, Vierer und Achter. Hier kommt es vor allem auf gleichmäßige Bewegungen und eine gemeinsame Taktik an. Dies gilt in etwa auch beim Mannschaftszeitfahren im Radsport, während es bei Radsport-Rundfahrten und Eintagesrennen unterschiedliche Aufgaben für die Mannschaftsmitglieder eines Radsportteams gibt.

### Staffeln
In einigen Sportarten werden Staffeln ausgetragen, die sich gegenüber reinen Mannschaftswertungen durch eine gemeinsame Renntaktik und die Einhaltung von Wechselregelungen abgrenzen lässt.

### Mannschaftswertungen
Vor allem im Liga-Betrieb gibt es in den meisten Sportarten Mannschaftswertungen, bei denen die Ergebnisse von Einzelsportlern oder Formationen zusammengezählt werden.

## Geschlechtergerechter Ausdruck
Der derzeit gängige Begriff Frauen-Mannschaft führte zu Diskussionen hinsichtlich einer geschlechtergerechten Sprache, die als Pendant zur „Mannschaft“ die Bezeichnung „Frauschaft“ ins Gespräch brachten. Auch im Zuge der Fußball-Weltmeisterschaft der Frauen 2019 war dies in einigen Kommentaren Thema. Im Duden wird das Wort Frauschaft als „seltener gebraucht“ geführt. Als weitere Alternative ist der Begriff Frauen-Team gebräuchlich, der allerdings als Anglizismus gewertet wird.